# Barrellus femoratus
Barrellus femoratus är en skalbaggsart som först beskrevs av Knull 1941.  Barrellus femoratus ingår i släktet Barrellus och familjen praktbaggar. Inga underarter finns listade i Catalogue of Life.